# José Porras
José Francisco Porras Hidalgo (Alajuela, 8 de novembro de 1970) é um ex-futebolista costarriquenho que atuava como goleiro. Jogou uma Copa America, duas CONCACAF e uma Copa do Mundo de 2006.
Porras durante sua carreira atuou nos maiores times da Costa Rica, como Deportivo Saprissa e Club Herediano.